# Retrat de Diego de Covarrubias
Retrat de Diego de Covarrubias i Leiva és una obra del pintor manierista El Greco. És un llenç de 68 cm x 57 cm., que s'exhibeix al Museu d'El Greco, a Toledo.

## Tema de l'obra
Diego de Covarrubias y Leyva, (Toledo, 25 de juliol de 1512 - Madrid, 27 de setembre de 1577), fill d'Alonso de Covarrubias i germà d'Antonio de Covarrubias va estudiar a la Universitat de Salamanca, i fou arquebisbe, humanista, teòleg al Concili de Trento i president del Consell de Castella. El Greco no va conèixer personalment Diego de Covarrubias, perquè aquest va morir el mateix any en què el mestre cretenc va arribar a Toledo, però molt probablement va pintar aquest retrat a partir del que Alonso Sánchez Coello havia realitzat prèviament, l'any 1574.

## Anàlisi de l'obra
Oli sobre llenç; 68 x 57 cm.; 1600 circa ; Museu del Greco, Toledo. Catalogat per Harold Wethey amb el número 137.
Sobre l'espatlla dreta hi ha restes d'una signatura.
En aquesta obra destaca la serenitat continguda del retratat, que va ocupar alts càrrecs de la jerarquia eclesiástica. En la part central apareix la seva figura Diego de Covarrubias porta una creu pectoral subjectada per una cinta blanca a l'altura del pit. Aquest pectoral d'or i maragdes, en forma de creu llatina, és un símbol de la dignitat propi dels bisbes.
Per les seves mides, aquest retrat seu ser el pendant del del seu germà Antonio de Covarrubias (catalogat per Harold Wethey amb el número 136), la qual cosa recolza la suposició de que ambdues peces formaven part de la col·lecció de Pedro de Salazar y Mendoza, segons l'inventari redactat l'any 1629.

## Procedència
- Pedro Salazar de Mendoza, Toledo.
- Biblioteca Municipal, Toledo.